# Космический центр Танегасима
Косми́ческий центр Танегасима (яп. 種子島宇宙センター Танэгасима утю: сэнта:), сокр. TNSC (от англ. Tanegashima Space Center) — второй и самый крупный космодром Японии. Был основан в 1969 году, управляется JAXA. Расположен на юго-восточном побережье острова Танегасима, на юге префектуры Кагосима, в 115 км южнее острова Кюсю.
С космодрома производятся запуски самых тяжёлых японских ракет-носителей H-IIA и H-IIB, которые сейчас являются основными ракетами, стартующими с этого космодрома, а также небольших  ракет, предназначенных для суборбитальных научных запусков. Запуски космических аппаратов возможны с наклонением орбиты до 99° к плоскости экватора. По мнению JAXA, этот космодром является самой красивой и живописной стартовой площадкой в мире.

## Основные комплексы
- Ста́ртовый ко́мплекс Ёсино́бу  (яп. 大型ロケット発射場 О:гата рокэтто хассядзё:, Стартовая площадка для больших ракет) включает в себя две пусковые площадки с башнями обслуживания, предназначен для запуска ракет H-IIA, которые транспортируются и устанавливаются на площадки в полностью собранном виде. Расположен 30°24′00″ с. ш. 130°58′12″ в. д.HGЯO.

## Запуски
9 сентября 1975 года произошёл запуск спутника Кику-1.
10 октября 2017 года произошёл запуск четвёртого спутника для создания собственной системы GPS высокой точности «Мутибики-4».

## Встречается в фильмах
Фильмы
Аниме
- Пять сантиметров в секунду
- Aldnoah.Zero
- Captain Earth
- Senki Zesshou Symphogear

Игры
- Empire Earth: The Art of Conquest[англ.]
- Robotics;Notes